# Moselgau
Der Moselgau war eine mittelalterliche Gaugrafschaft, die als Verwaltungsbezirk das Tal der Mosel von Metz abwärts bis zur heutigen Grenze zwischen Luxemburg und Deutschland umfasste; als Landschaftsbezeichnung war es wesentlich umfangreicher, sowohl den Fluss entlang, wo er bis nach Cochem reichte, als auch in seiner Breite, wo er auch die umliegenden Bergregionen umfasste.
Hauptort und Verwaltungssitz des Moselgaus war zeitweise Metz, womit sich eine räumliche Überschneidung mit dem Metzgau zumindest für einige Zeit ergibt.
Grafen im Moselgau waren:
- Adalhard II. (* um 840; † 889/890), Graf von Metz bzw. Moselgau (Matfriede); ⚭ NN Tochter oder Nichte Matfrieds II., Graf im Eifelgau
- Siegfried I. (919–998), 963–998 Graf im Moselgau aus dem Haus der Herzöge von Lothringen, tauscht mit der Abtei St. Maximin in Trier Besitz bei Ettelbrück gegen die Lucilinburhuc (Wigeriche)
- Giselbert († 1004), Sohn Siegfrieds I., Graf im Moselgau
- Friedrich (965–1019), Graf im Moselgau, Bruder Giselberts; ⚭ NN, † nach 985, Erbin von Gleiberg, Tochter des Grafen Heribert im Kinziggau (Konradiner)

Der Moselgau bildete bei der Umgestaltung der Gaugrafschaften in Lehensgrafschaften die Basis der Grafschaft Luxemburg.